# Амелькин, Владимир Васильевич
Аме́лькин Влади́мир Васи́льевич (бел. Аме́лькин Уладзі́мір Васі́льевіч; род. 3 апреля 1943, Наманган) — белорусский математик,  специалист в области дифференциальных уравнений, доктор физико-математических наук, профессор.

## Биография
Владимир Васильевич родился 3 апреля 1943 года в городе Намангане.
В 1960 году поступил на физико-математический факультет Могилёвского государственного педагогического института, который окончил в 1965 году. В 1965 году поступил в очную аспирантуру Института математики АН БССР, которую успешно окончил в 1968 году по специальности «дифференциальные и интегральные уравнения».
После окончания аспирантуры был распределён на работу в Институт математики АН БССР, где проработал до сентября 1970 года. Во время работы (1969) защитил кандидатскую диссертацию по теме «Качественная характеристика решений некоторых двумерных систем дифференциальных уравнений». В 1975 году Владимиру Васильевичу было присвоено учёное звание доцента. В 1997 году он защитил докторскую диссертацию по теме «Периодические движения двумерных динамических систем». В 2000 году Амелькину В. В. присвоено учёное звание профессора. После ухода из Института математики АН БССР стал работать на кафедре дифференциальных уравнений, Белорусского государственного университета.

## Научная деятельность
Научная деятельность включает три основных направления: предельные циклы, изохронные колебания и приводимые системы. В работах, посвящённых изучению предельных циклов динамических систем на плоскости, Владимиром Васильевичем был предложен метод исследования, основанный на использовании геометрических свойств векторного поля соответствующей динамической системы и аналитических свойств её дивергенции. Использование данного подхода позволило получить конструктивные критерии существования и устойчивости изолированных периодических движений, а также вывести рекуррентные формулы для определения кратности предельного цикла.
В цикле работ, посвящённых проблеме изохронных колебаний, Амелькиным В. В. были найдены новые нелинейные изохронные канонические формы, а также им было показано, что существует прямая связь между решением проблемы изохронного центра и существованием ряда — решения линейного уравнения в частных производных параболического типа. Именно по данной теме Владимир Васильевич предложил подход, основанный на идее расширения рассматриваемой системы в комплексную область, что позволило, в частности, окончательно решить проблему изохронности для полиномиальных систем типа «кинетическая энергия + потенциальная энергия». В исследованиях по приводимым системам получены результаты по решению вопроса о формальной эквивалентности n-мерной дифференциальной системы с периодическими коэффициентами и системы с постоянными коэффициентами. В частности, Владимир Васильевич доказал, что всякая дифференциальная система в нормальной форме с p-периодическими коэффициентами формально приводима к системе с постоянными коэффициентами kp-периодической заменой координат, где k — некоторое натуральное число.
В 1987 году В. В. Амелькин опубликовал научно-популярное издание «Дифференциальные уравнения в приложениях», рассчитанное на студентов, которое стало достаточно популярным и было переведено на английский, испанский и японский языки.

### Конференции и семинары
Владимир Васильевич Амелькин является участником многих конференций и семинаров. Наиболее значимые из них :
- Международная математическая конференция «Еругинские чтения-VIII» (с 2002 по 2013)
- Международная конференция « Богдановские чтения по обыкновенным дифференциальным уравнениям» (2009 , 2010)
- Международная конференция «Аналитические методы анализа и дифференциальных уравнений»
- Международная научная конференция «X Белорусская математическая конференция», 2008.
- Международная конференция «Аналитические методы анализа и дифференциальных уравнений»(2011, 2012)
- Workshop «Dynamical Systems and Applications» in the framework of the project FP7-PEOPLE-2012-IRSES-316338 within the 7th European Community Framework Programme, Maribor, 23-24 august 2013.

### Программы и проекты
Принимал участие в следующих программах и проектах :
1. Marie Curie International Research Staff Exchange Scheme Fellowship within the 7th European Community Framework Programme, FP7-PEOPLE-2012-IRSES-316338 «Dynamical Systems and Applications». 2012—2015 гг.
2. Разработка аналитических и качественных методов исследования свойств решений нелинейных дифференциальных систем. 2011—2015 гг. (ГПФИ «Математические методы» 1.2.02) Конвергенция 15.
3. Качественное и аналитическое исследование дифференциальных систем со свойством Пенлеве и семейств динамических систем. 2006—2010 гг. (ГПФИ «Математические модели» 08).

## Избранные публикации
1. Амелькин В. В., Корсантия О. Б. Изохронные и сильно изохронные 2-го порядка голоморфные динамические системы на плоскости.]
2. О некоторых свойствах осциллятора Льенара, «имеющего собственный период».]
3. О предельных циклах одной системы дифференциальных уравнений.]
4. Об одной нормальной форме системы Льенара.]
5. Об одной обратной задаче теории уравнений Фукса.]
6. Сильная изохронность обратимых двумерных динамических систем с однородными нелинейностями четвёртой степениe.]
7. Амелькин В. В., Василевич М. Н. Построение матриц-вычетов уравнения Фукса. / В. В. Амелькин, М. Н. Василевич // Аналитические методы анализа и дифференциальных уравнений: тез. докл. междунар. науч. семинара. 11-14 сент. 2012 г., Минск, Беларусь / ИМ НАНБ; под ред. С. В. Рогозина. — Минск, 2012. — С. 8.]